# Каракараи

Каракараи на карте штата.

Каракараи (порт. Caracaraí)  —  муниципалитет в Бразилии, входит в штат Рорайма. Составная часть мезорегиона Юг штата Рорайма. Входит в экономико-статистический  микрорегион Каракараи, который входит в Юг штата Рорайма. Население составляет 18 398 человек на 2010 год. Занимает площадь 47 408,903 км². Плотность населения — 0,39 чел./км².

## История
Город основан в 1955 году.

## Границы
Муниципалитет граничит:
- на севере —  муниципалитеты Канта, Бонфин
- на северо-востоке —  Гайана
- на востоке —  муниципалитет Кароэби
- на юге —  муниципалитеты Сан-Луис, Сан-Жуан-да-Бализа, Рорайнополис
- на юго-западе —  штат Амазонас
- на западе —  штат Амазонас
- на северо-западе —  муниципалитет Ирасема

## Демография
Согласно сведениям, собранным в ходе переписи 2010 г. Национальным институтом географии и статистики (IBGE), население муниципалитета составляет:
| Полное население                               | Полное население                               | Полное население                               | Полное население                               | 18 398 |
| ---------------------------------------------- | ---------------------------------------------- | ---------------------------------------------- | ---------------------------------------------- | ------ |
| в том числе:                                   | Городское население                            | 10 910                                         | Процент городского населения, %                | 59,30  |
|                                                | Сельское население                             | 7 488                                          | Процент сельского населения, %                 | 40,70  |
|                                                | Мужское население                              | 9 732                                          | Процент мужского населения, %                  | 52,90  |
|                                                | Женское население                              | 8 666                                          | Процент женского населения, %                  | 47,10  |
| Плотность населения, чел/км²                   | Плотность населения, чел/км²                   | Плотность населения, чел/км²                   | Плотность населения, чел/км²                   | 0,39   |
| Население муниципалитета в % к населению штата | Население муниципалитета в % к населению штата | Население муниципалитета в % к населению штата | Население муниципалитета в % к населению штата | 4,08   |

По данным оценки 2015 года население муниципалитета — 20 261 житель.

## Важнейшие населенные пункты
| № | Населённый пункт   | Населённый пункт (порт.) | Категория | Население чел. (2010) (место среди н.п. штата) | На карте                       |
| - | ------------------ | ------------------------ | --------- | ---------------------------------------------- | ------------------------------ |
| 1 | Каракараи          | Caracaraí                | город     | 10 910 (2)                                     | 1°49′17″ с. ш. 61°07′52″ з. д. |
| 2 | Нову-Параису       | Novo Paraíso             | поселок   | 603 (32)                                       | 1°13′25″ с. ш. 60°23′12″ з. д. |
| 3 | Виста-Алегри       | Vista Alegre             | поселок   | 574 (34)                                       | 1°44′08″ с. ш. 61°08′26″ з. д. |
| 4 | Петролина-ди-Норти | Petrolina do Norte       | поселок   | 180 (79)                                       | 1°33′42″ с. ш. 60°59′18″ з. д. |

## Статистика
- Валовой внутренний продукт на 2005 составляет 100.885.000,00 реалов (данные: Бразильский институт географии и статистики).
- Валовой внутренний продукт на душу населения на 2005 составляет 5.685,00 реалов (данные: Бразильский институт географии и статистики).
- Индекс развития человеческого потенциала на 2000 составляет 0,702 (данные: Программа развития ООН).